# Doko Demo Issyo
Doko Demo Issyo (どこでもいっしょ?)  (lit. «Juntos en todas partes») es una serie de videojuegos creada por Kazunori Nanji y desarrollada por Bexide para Sony Interactive Entertainment, que también se encarga de su distribución internacional.
El primer título de la serie, Doko Demo Issyo, salió a la venta para PlayStation el 22 de julio de 1999 en Japón y es un simulador de vida donde el jugador interactúa con una mascota virtual. El jugador tiene que elegir una mascota entre cinco opciones e interactuar con ella a través de la PocketStation, una tarjeta de memoria con pantalla que permite enseñarle palabras y completar minijuegos. La entrega vendió más de un millón de copias y se hizo tan popular en Japón que uno de sus personajes, el gato blanco Toro Inoue, se convirtió en una de las mascotas de PlayStation en ese país.
Con el paso del tiempo, Doko Demo Issyo evolucionó hacia una serie con distintas modalidades de juego, que abarcan desde aventuras conversacionales hasta videojuegos de socialización. La mayoría de sus títulos se han publicado solamente en Japón: el primero que tuvo lanzamiento internacional fue Toro! Let's Party para PlayStation 3 en 2009.

## Historia
La saga es un simulador de vida donde el jugador interactúa con una serie de mascotas virtuales, llamadas Pokepi —acrónimo de Pocket People, «gente de bolsillo»—, a través de conversaciones, acciones propias y minijuegos integrados. Las conversaciones se representan en pantalla con globos de diálogo.
En la primera entrega de la serie, la interacción con el personaje era posible a través de la PocketStation, la tarjeta de memoria interactiva de PlayStation. En entregas posteriores, hubo cambios en las mecánicas de juego que abandonaban la premisa original para experimentar con otros tipos de interacción, aprovechando las características de la serie PlayStation.

## Videojuegos

### Doko Demo Issyo
Doko Demo Issyo (どこでもいっしょ?) salió a la venta el 22 de julio de 1999 para PlayStation. En la pantalla inicial, el jugador tiene que elegir una mascota virtual entre cinco opciones e interactuar con ella. Gracias a la funcionalidad de la PocketStation, una tarjeta de memoria interactiva, el jugador podía transferir su mascota para enseñarle nuevas palabras, completar minijuegos y hacer que se relacione con el entorno. El juego podía comprarse por separado o en una edición especial que incluía la PocketStation.

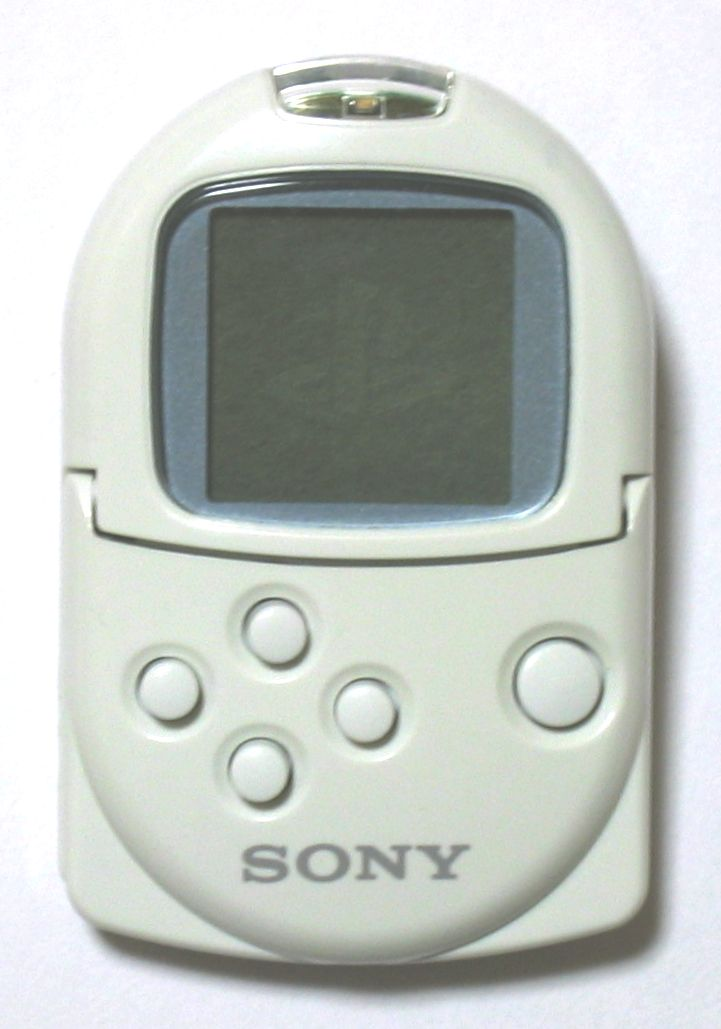
En Doko Demo Issyo, el jugador podía comunicarse con su mascota mediante la PocketStation.

Hay cinco mascotas disponibles, cada una de ellas con personalidades diferentes entre sí: Toro, un gato blanco que desea convertirse en humano; Suzuki, un robot inteligente y demasiado racional; Jun, una conejita vanidosa; Ricky, una rana deportista muy competitiva, y Pierre, un perro melancólico y extravagante. Una vez se ha elegido la mascota, no puede cambiarse a menos que se reinicie el juego por completo y se borren los datos guardados. Al final de cada día, la mascota escribe sus emociones en un diario personal y añade una foto o un dibujo.
Doko Demo Issyo resultó un éxito en Japón, con 1,1 millones de copias vendidas. A pesar de que PocketStation no tuvo un buen recorrido comercial, el simulador virtual impulsó sus ventas hasta tal punto que Toro Inoue se convirtió en una mascota oficial de PlayStation. El juego contó con dos expansiones de contenido adicional: Koneko Mo Issyo (2000), orientado al público infantil y protagonizado solo por Toro, e I-mode Mo Issyo (2001), compatible con teléfonos móviles i-mode.
En 2004 se publicó una reedición de Doko Demo Issyo para PlayStation Portable (PSP).

### Toro to Kyūjitsu

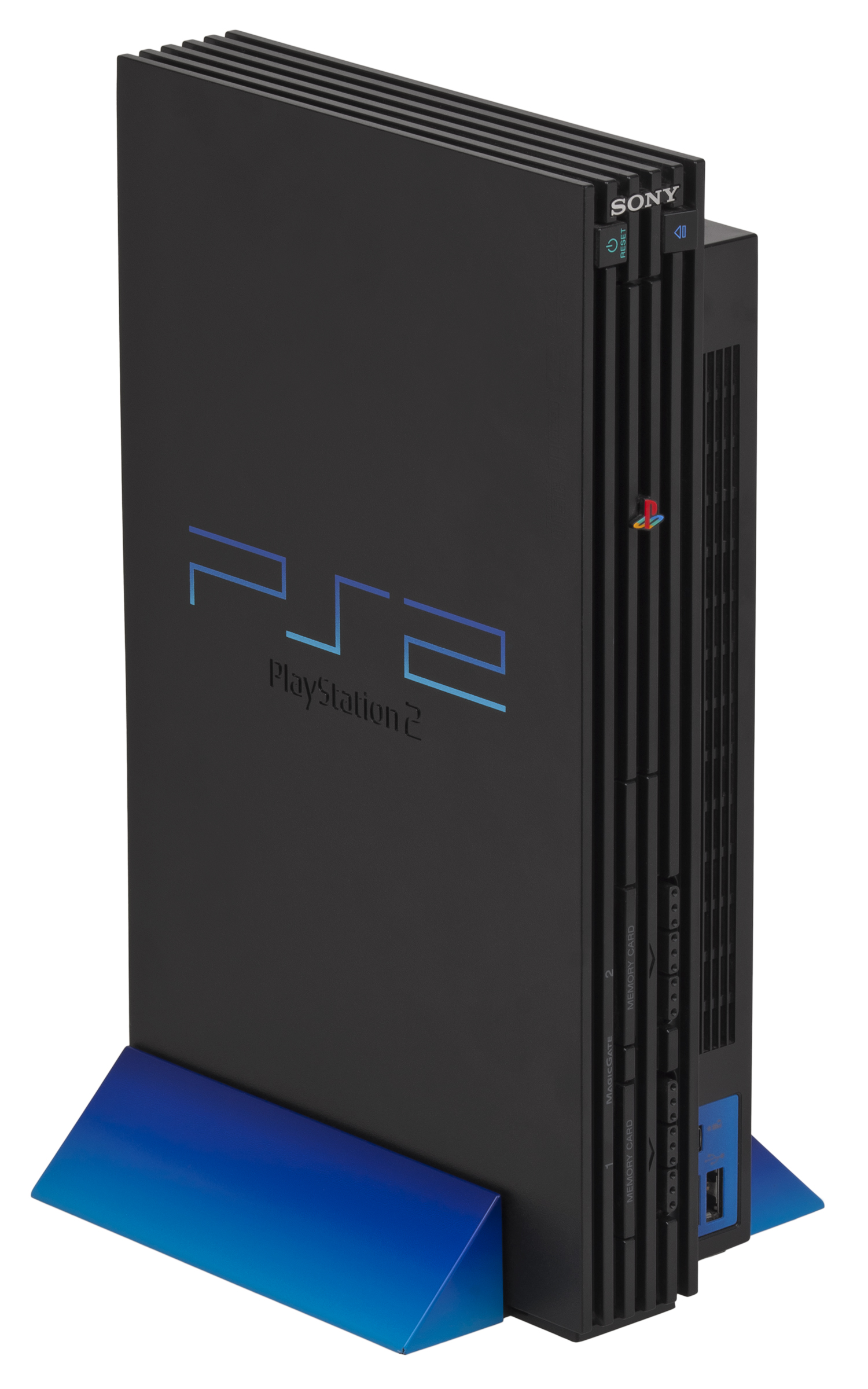
PlayStation 2 contó con cuatro juegos de la serie Doko Demo Issyo.

Toro to Kyūjitsu (トロと休日?)  (lit. «Toro de vacaciones») fue publicado el 29 de noviembre de 2001 para PlayStation 2. El jugador debe ayudar al gato Toro mientras descubre nuevas experiencias en sus vacaciones por Japón. Destaca a nivel gráfico por integrar las animaciones digitales de Toro en entornos reales: la mascota no solo interactúa con el jugador, sino también con las personas que salen en las escenas cinemáticas y en los fondos. Al final del día, el gato añade en su diario las fotografías, los dibujos y los recuerdos de viaje que ha ido acumulando. El jugador solo puede elegir a Toro, pero el resto de mascotas virtuales aparecen como personajes secundarios.

### Doko Demo Issyo: Watashina Ehon
Doko Demo Issyo: Watashina Ehon (どこでもいっしょ私なえほん?)  (lit. «Juntos en todas partes: Mi álbum de ilustraciones») salió a la venta el 24 de abril de 2003 para PlayStation 2. Se trata de una aventura gráfica donde un librero, interpretado por Shunji Fujimura, pide al jugador que ayude a completar los álbumes de ilustraciones de las mascotas virtuales. Las escenas de la librería son cinemáticas de imagen real, mientras que las historias de las mascotas se representan con ilustraciones de estética infantil.

### Doko Demo Issyo: Toro to Nagareboshi
Doko Demo Issyo: Toro to Nagareboshi (どこでもいっしょトロと流れ星?)  (lit. «Juntos en todas partes: Toro y la estrella fugaz») fue publicado el 1 de abril de 2004 para PlayStation 2. A diferencia de otras entregas, el jugador maneja a un personaje humano y Toro es la mascota que le acompaña. La mecánica es propia de un videojuego de aventura y se divide en nueve capítulos donde el jugador, con la ayuda de Toro, deberá encontrar los restos de una estrella fugaz y resolver misterios. A lo largo de la entrega hay libertad para explorar la ciudad e interactuar con nueve mascotas distintas.

### Doko Demo Issyo: Toro to Ippai
Doko Demo Issyo: Toro to Ippai (どこでもいっしょトロといっぱい?)  (lit. «Juntos en todas partes: Toro a montones») salió a la venta el 2 de septiembre de 2004 para PlayStation 2. En esta ocasión Toro se marcha a un solar abandonado donde también hay otros gatos parecidos a él, pero con pelaje negro. Con una mecánica que recupera el simulador de mascota virtual, el jugador enseña conceptos a Toro y éste pasará la información al resto de gatos. El título era compatible con la cámara EyeToy.
El gato negro terminaría convirtiéndose en un personaje por derecho propio, Kuro (del japonés kuro neko, «gato negro»), que también resultó muy popular entre el público nipón.

### Doko Demo Issyo: Let's Gakkou!
Doko Demo Issyo - Let's Gakkou! (どこでもいっしょトロといっぱい?)  (lit. «Juntos en todas partes: ¡Vamos a la escuela!») es un videojuego publicado el 15 de junio de 2006 para PSP, el segundo en esa plataforma después de la reedición del título original. Se trata de un videojuego educativo donde las cinco mascotas asisten a la escuela y el jugador debe impartirles clase, valiéndose de palabras clave y de sus propias decisiones.

### Mainichi Issho
Mainichi Issho (まいにちいっしょ?)  (lit. «Juntos todos los días») era una aplicación disponible en la PlayStation Store desde 2006 hasta 2009, con versiones para PlayStation 3 y PSP. Se trataba de un boletín informativo interactivo, presentado por Toro y Kuro, en el que a veces se incluían minijuegos y cuestionarios. La mayoría de las noticias eran sobre lanzamientos de videojuegos de Sony, pero a veces se incluía información general. Además, el jugador podía crear un avatar con forma de gato que interactuaba con los personajes. El servicio era exclusivo de Japón.

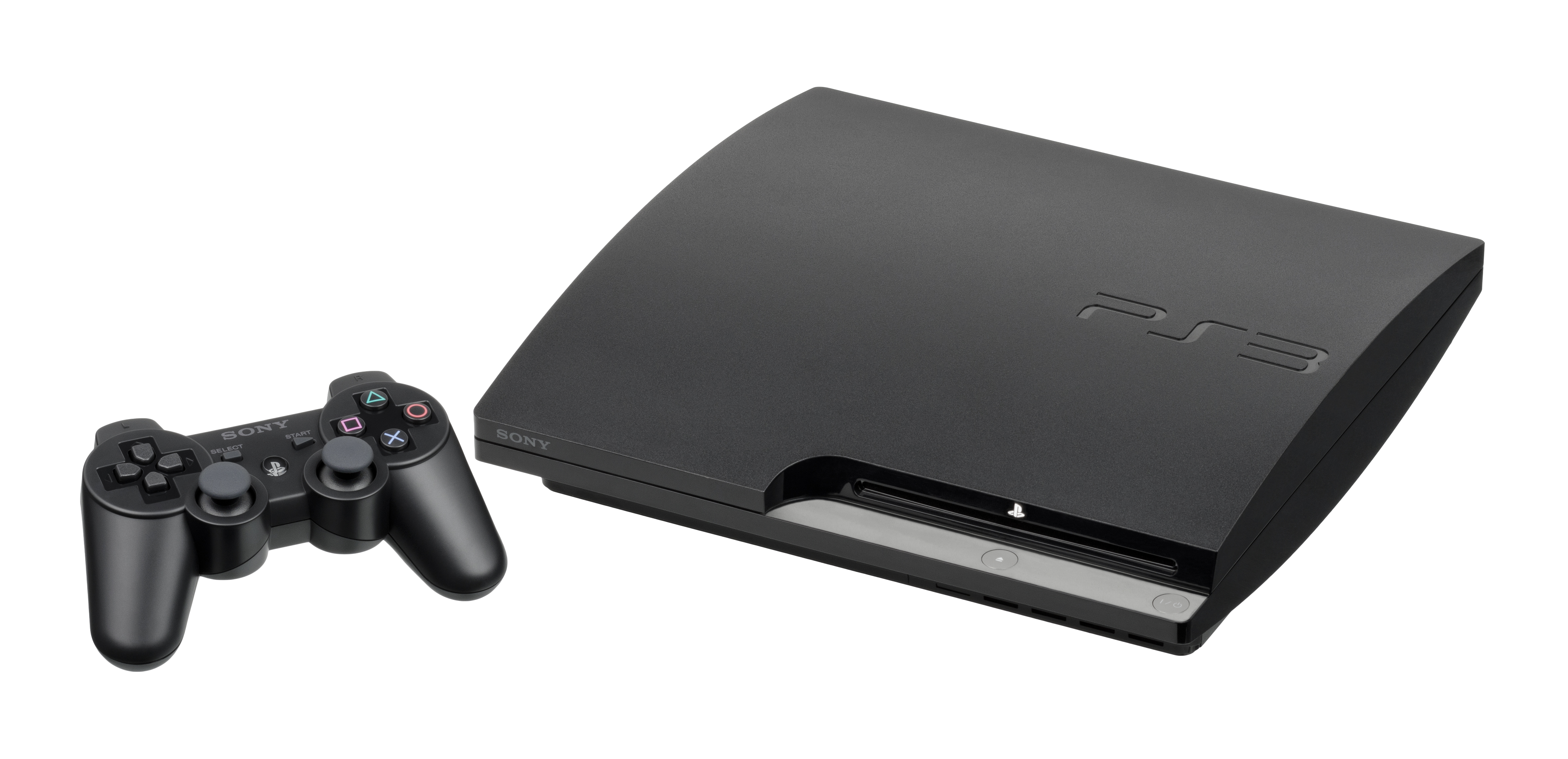
Mainichi Issho estuvo disponible en PlayStation 3 desde 2006 hasta 2009, pero fue exclusivo de Japón.

En 2009 fue sustituido por un noticiero semanal para PS3 y PS Vita, Weekly Toro Station, con actualizaciones hasta 2013.

### Toro! Let's Party
Toro! Let's Party (トロともりもり Toro to Morimori?)  (lit. «¡Toro, vamos de fiesta!») salió a la venta el 23 de julio de 2009 y fue el primero de la saga Doko Demo Issyo que tuvo publicación internacional, principalmente en Asia. Es también el primero en contar con diálogos en inglés y permite conocer la historia de la franquicia. Se trata de un videojuego de socialización con un total de 33 minijuegos desbloqueables a través de un modo historia, protagonizado por Toro y Kuro.

### Toro's Friend Network
Toro's Friend Network (みんなといっしょ Minna To Issho?) era una aplicación digital, disponible desde 2011 para PS Vita, que permitía encontrar perfiles de amigos en PlayStation Network y en redes sociales como Facebook y Twitter. El programa incluía un pequeño modo historia con multijugador, inspirado en los combates de rol por turnos. Fue el primer videojuego de la serie publicado fuera de Asia y los servidores se mantuvieron abiertos hasta 2014.

## Otros juegos
Además de los títulos ya mencionados para PlayStation, se han lanzado numerosos juegos licenciados de Doko Demo Issyo en otras plataformas: versiones para computadoras, juegos de teléfono móvil, editores de fotografía, programas conversacionales y minijuegos promocionales. Hubo incluso una máquina de arcade fabricada por Capcom.
En junio de 2019 se publicó Toro and Friends: Onsen Town, un videojuego para móviles disponible en las tiendas de iOS y Android hasta 2021. El objetivo es ayudar a las mascotas a reconstruir la ciudad de Onsen mediante rompecabezas de combinación de frutas. Los niveles incluyen una aventura conversacional protagonizada por Toro, Kuro y un nuevo gato azul llamado Sora.
La popularidad de Toro Inoue ha motivado que aparezca como personaje jugable en numerosas referencias de Sony, entre ellas Little Big Planet (2008), PlayStation All-Stars Battle Royale (2012), Street Fighter X Tekken (2012), Hatsune Miku Project Diva-F (2012) y varias entregas de la serie Everybody's Golf. Además, en Destiny of Spirits (2014) era posible seleccionar espíritus relacionados con todas las mascotas del juego. Los desarrolladores de Astro Bot (2024) incluyeron un cameo de Toro y Kuro en forma de androide coleccionable.

## Legado
Doko Demo Issyo está considerado un título innovador en la industria del videojuego por su concepto de mascota virtual y por el uso que hacía de la PocketStation para interactuar con los personajes. Con el paso del tiempo ha evolucionado hacia una serie con distintas modalidades entre aventuras conversacionales, servicios en línea, socialización e incluso un videojuego educativo. No obstante, la mayoría de estos títulos son inéditos del mercado nipón.
La franquicia se hizo tan popular en Japón que ha contado con numeroso merchandising entre muñecos, peluches, ilustraciones, álbumes de fotos, ropa, bandas sonoras e incluso ediciones especiales de consolas.  El gato blanco Toro Inoue se convirtió de facto en una de las mascotas oficiales de PlayStation en Japón. La franquicia japonesa de McDonald's lanzó en 2001 una promoción de Happy Meal con personajes de PlayStation que incluía al gato Toro, PaRappa (PaRappa the Rapper), Piposaru (Ape Escape) y un Chocobo de Final Fantasy VII.
Entre 2001 y 2007, Fuji TV emitió una sección turística, Toro to Tabisuru (トロと旅する?)  (lit. «Viajando con Toro»), donde Toro y el resto de mascotas visitaron todos los rincones de Japón. Cada episodio, de un minuto de duración, integra animaciones de los personajes en entornos reales. En 2009 se estrenó una película relacionada con esta serie.